# City of Manchester Stadium
Il City of Manchester Stadium è un impianto sportivo multifunzione britannico di Manchester.
Inaugurato nel 2002 dopo 3 anni di lavori, fu lo stadio ufficiale dei XVII Giochi del Commonwealth e, dopo tale evento, l'impianto interno del club calcistico Manchester City, cui la municipalità concesse la locazione nel 2003.
Decimo stadio del Regno Unito per capienza con i suoi 55017 spettatori a sedere, l'impianto ha ospitato diversi eventi sportivi sia internazionali che di club; tra i primi figurano il Tri-Nations 2004 di rugby a XIII, il campionato europeo femminile di calcio 2005 e la Coppa del Mondo di rugby 2015; tra i secondi la finale di Coppa UEFA 2007-08.
È anche utilizzato per concerti, i più recenti dei quali nel 2019.
A luglio 2011 assunse, per i soli usi calcistici legati al Manchester City, il nome commerciale di Etihad Stadium a seguito di accordo decennale di cessione dei diritti di denominazione alla compagnia aerea emiratina Etihad Airways.
Costruito su progetto della ditta d'ingegneria Arup e realizzato dal costruttore Laing, per il suo design innovativo l'impianto si aggiudicò nel 2003 il premio speciale dell'associazione degli ingegneri strutturali e, un anno più tardi, anche quello dell'ordine degli architetti britannici.

## Storia

### Le origini
L'idea originaria di un nuovo stadio prese corpo a fine anni ottanta quando Manchester si candidò a ospitare i Giochi della XXVI Olimpiade del 1996, successivamente assegnati ad Atlanta: in quell'occasione si ipotizzò di realizzare uno stadio di circa 80000 posti nella periferia occidentale della città.
Totalmente diverso fu altresì l'approccio in preparazione della candidatura per i XXVII Giochi Olimpici del 2000, nella quale lo stadio fu previsto a Eastland, una zona degradata della periferia orientale della città bisognosa di radicale risanamento.
La città coinvolse anche il governo centrale, che si adoperò fin dal 1992 per finanziare l'acquisto e la bonifica dell'area e rafforzare la candidatura di Manchester, che fu presentata nel 1993, benché senza successo per via dell'assegnazione delle olimpiadi a Sydney.
Nonostante il fallimento della candidatura olimpica, tuttavia, il progetto dello stadio nella zona di Eastland, preparato dalla società d'ingegneria Arup, fu riproposto sostanzialmente immutato nella candidatura a ospitare i XVII Giochi del Commonwealth del 2002.
Il consiglio cittadino aveva un progetto ben più ambizioso di quello, limitato nel tempo, di ospitare una manifestazione sia pure prestigiosa come i Giochi del Commonwealth, che infine gli furono assegnati nel 1994: nelle intenzioni dei governanti locali l'edificio in progettazione avrebbe dovuto infatti diventare il nuovo stadio nazionale del calcio superando l'obsoleto Wembley o, quantomeno, diventare una sede alternativa a pari rango dello stadio londinese per gli incontri dell'Inghilterra; a vanificare completamente tale obiettivo fu la decisione della Football Association di demolire Wembley per ricostruirlo ex-novo e riconfermarlo stadio nazionale.
Rimase quindi irrisolto l'interrogativo di come impiegare la struttura una volta terminati i Giochi del Commonwealth, finché si giunse a un accordo di massima con il locale club cittadino del Manchester City, il cui vecchio Maine Road, con quasi ottant'anni di attività, incontrava sempre maggiori difficoltà a a soddisfare le mutate esigenze di pubblico e i nuovi standard imposti dalla Premier League agli impianti dei propri club: dopo lavori di riadattamento da stadio multisportivo a impianto calcistico il Manchester City avrebbe preso lo stadio in affitto come nuova sede delle proprie gare interne.

### La realizzazione e l'apertura
Il progetto definitivo fu presentato da Arup nel 1999: pur riprendendo diversi degli elementi proposti per la candidatura olimpica di Sydney, la capienza dello stadio fu abbassata da 80000 a circa 60000 posti a regime, anche se durante i Giochi del Commonwealth essa fu ulteriormente ridotta a 38000 per via della presenza della pista d'atletica, da rimuovere a fine manifestazione tramite abbassamento del terreno di gioco di circa 5 m e rimozione di 40000 m³ di terreno per ricavare nuovi posti a sedere, nonché sostituzione di strutture temporanee da 13000 posti nella tribuna settentrionale con una gradinata permanente.

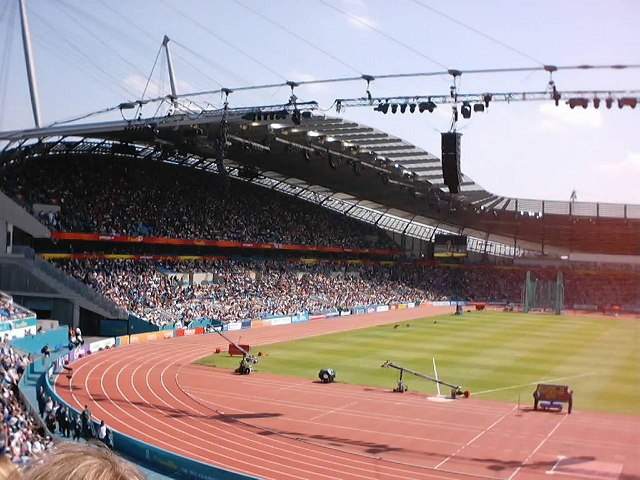
Lo stadio durante i Giochi del Commonwealth

La posa della prima pietra del nuovo stadio avvenne a opera dell'allora primo ministro britannico Tony Blair, in visita ufficiale in città, il 12 dicembre 1999, anche se materialmente i lavori iniziarono un mese più tardi.
Al design della struttura partecipò il prestigioso studio di architettura HOK Sports (oggi Populous), KSS Sports and Leisure, Turf Research Institute per le competenze sul terreno di gioco e Sinclair Knight Merz per l'ingegneria strutturale; la costruzione fu seguita da John Laing e i lavori in acciaio furono affidati da questo in subappalto a Watson Steel.
Lo stadio costò complessivamente 112 milioni di sterline, 77 delle quali erogate da Sport England e il resto dal consiglio municipale di Manchester.
Lo stadio approntato per i Giochi del Commonwealth presentava due tribune laterali a gradinata unica e due curve a doppia gradinata; l'inaugurazione avvenne il 25 luglio 2002, data d'apertura dei Giochi, alla presenza di 38000 spettatori che assistettero alla consegna del testimone reale alla sovrana regina Elisabetta da parte del calciatore inglese David Beckham.
Lo stadio ospitò tutti gli eventi d'atletica e di rugby a VII e fu teatro del conseguimento di 16 record dei giochi, nonché testimone della manifestazione multisportiva britannica più partecipata dai tempi dell'Olimpiade di Londra 1948, sia in termini di nazioni (72) che di atleti (3679).
Come preventivato, immediatamente dopo la fine dei Giochi lo stadio fu sottoposto ai lavori di trasformazione e riadattamento a uso calcistico con ampliamento della capienza a 48000 posti, e, nonostante le perplessità pubblicamente espresse da indiscussi campioni dello sport britannico come Jonathan Edwards e Sebastian Coe circa l'opportunità di privarsi della più grande struttura d'atletica leggera in città per destinarla al calcio, nel novembre successivo il Manchester City concluse l'accordo di locazione e gestione con la municipalità a partire dalla successiva stagione sportiva 2003-04.
La pista d'atletica rimossa dal City of Manchester Stadium fu reinstallata in una struttura sportiva nelle vicinanze sotto la gestione dell'istituto inglese dello sport.
Ritenuti autori di uno tra gli impianti più innovativi del nuovo millennio, i progettisti e i realizzatori del City of Manchester Stadium furono destinatari di diversi premi d'architettura e ingegneria: nel 2003 ricevettero il premio speciale dell'associazione degli ingegneri strutturali per rispetto ambientale, rapporto qualità/prezzo per un impianto sportivo multifunzione, progetto dell'intelaiatura del tetto in acciaio e alluminio e delle rampe d'accesso a spirale sulle torri di sostegno; un anno più tardi giunse anche il riconoscimento da parte del RIBA (l'ordine degli architetti britannici).
Nel 2005 ricevette, infine, il premio IOC/IAKS d'oro, una distinzione speciale conferita congiuntamente da Comitato Olimpico Internazionale (IOC) e Associazione internazionale impianti sportivi e ricreativi (IAKS).

### Dopo i Giochi del Commonwealth

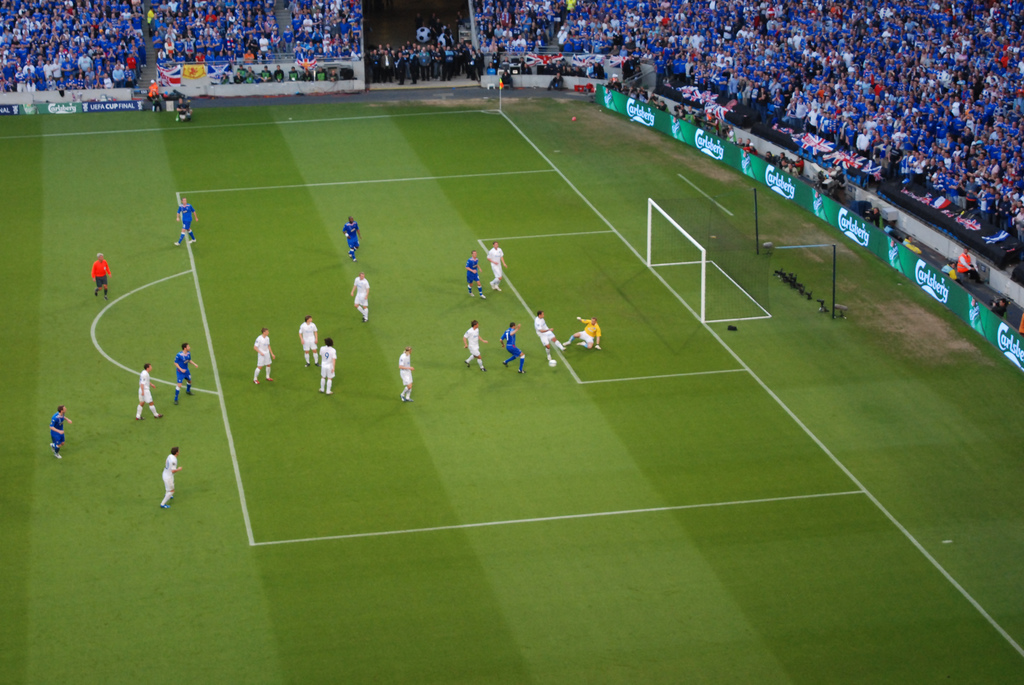
Un momento della finale di Coppa UEFA 2007-08 tra e

Dopo la chiusura definitiva di Maine Road, l'inaugurazione dello stadio di Eastland quale impianto interno del Manchester City, all'epoca affidato alla guida tecnica di Kevin Keegan, avvenne il 10 agosto 2003 con un'amichevole vinta 2-1 contro il Barcellona: il francese Nicolas Anelka fu il primo realizzatore nella nuova casa del club; dopo il pareggio dei catalani di Javier Saviola giunse il goal vittoria di Trevor Sinclair.
Del citato Sinclair anche la prima segnatura ufficiale, giunta quattro giorni più tardi in un preliminare di Coppa UEFA contro The New Saints, squadra gallese battuta 5-0.
Il 23 agosto successivo, infine, avvenne il debutto interno in Premier League con un pareggio 1-1 contro Portsmouth: il primo marcatore fu il nigeriano dei Pompeys Yakubu Aiyegbeni cui il City ribatté nei secondi finali con David Sommeil.
Il City of Manchester fu scelto anche per ospitare la partita d'esordio dell'Inghilterra nel 9º campionato europeo di calcio femminile del 2005; quello delle inglesi contro la Finlandia fu l'unico appuntamento della manifestazione in cui lo stadio fu coinvolto.
Nel 2006, con due stagioni d'anticipo, il City of Manchester fu designato ad accogliere la finale di Coppa UEFA 2007-08.
L'incontro vide di scena lo Zenit San Pietroburgo e il Rangers di Glasgow, entrambi esordienti assoluti nella gara d'assegnazione di tale titolo, che andò ai russi con il punteggio di 2-0 grazie ai goal di Igor' Denisov e Konstantin Zyrjanov.
L'evento fu macchiato da alcuni atti di violenza tra tifosi russi e scozzesi e scontri con le forze di polizia all'esterno dello stadio, con uno spettatore ricoverato d'urgenza al più vicino ospedale per ferita d'arma da taglio.

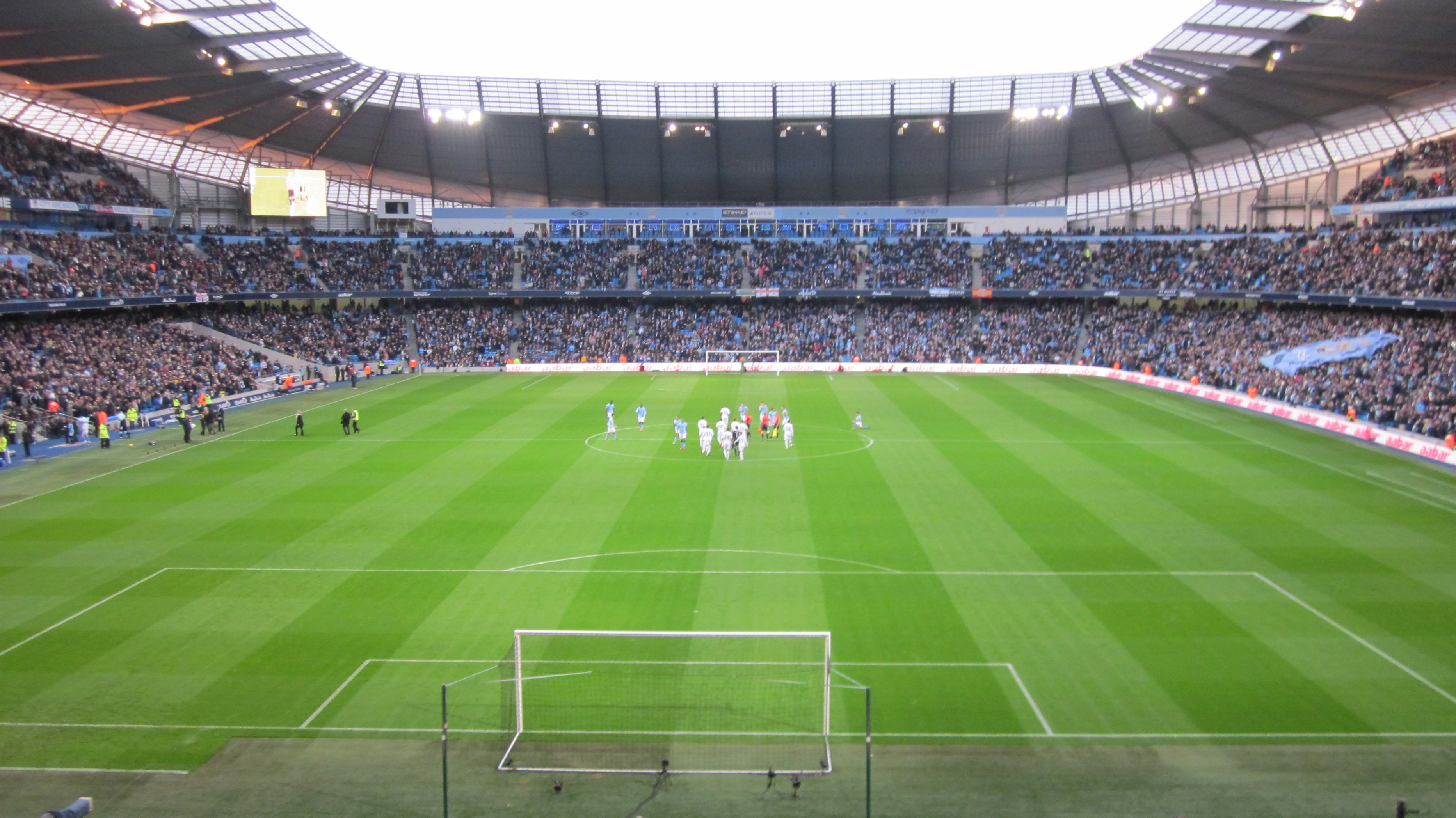
Calcio d'inizio di ‒, Premier League 2012-13

L'8 luglio 2011 la municipalità di Manchester autorizzò un accordo commerciale tra il club e la compagnia aerea emiratina Etihad Airways per garantire a quest'ultima il diritto decennale di denominazione dello stadio, che così assunse il nome commerciale di Etihad Stadium.
Tra il 2010 e il 2014 l'area adiacente allo stadio, dell'estensione di circa 80 acri (32 ettari) fu sottoposta ad ampliamenti e ristrutturazioni: il Manchester City ricevette l'autorizzazione a costruire un campus a Eastland progettato dall'architetto uruguaiano Rafael Viñoly che comprendeva un'accademia per permettere lo studio e l'allenamento a 400 giovani calciatori, 15 campi da calcio, un albergo, un edificio per la prima squadra comprensivo di tutte le strutture sanitarie e di conforto necessarie, uno stadio da 7000 posti per la squadra giovanile (successivamente chiamato Academy Stadium), e un ponte di collegamento del campus allo stadio.
Nell'ottobre 2010 il club rinegoziò con l'amministrazione cittadina il canone di locazione a seguito del redditizio contratto di denominazione stipulato con Etihad: il nuovo accordo fissò a 3 milioni annui l'importo da versare alle casse comunali (laddove in precedenza il club doveva solo il 50% del ricavato dai biglietti venduti oltre i 35000 spettatori); a seguito del tutto esaurito nel triennio 2011-14, il Manchester City provvedette a un ampliamento della capacità dello stadio e, durante la stagione 2014-15, costruì una gradinata supplementare nella South Stand oltre ad aggiungere tre file di posti a bordo campo, portando così la capienza totale a 55000 posti.
Con tale configurazione il City of Manchester (privo di denominazione commerciale per usi non correlati all'attività del Manchester City) fu utilizzato nel corso della Coppa del Mondo di rugby 2015 organizzata dall'Inghilterra.
L'unico incontro che ivi ebbe luogo fu quello dell'ultima giornata del girone A, in cui l'Inghilterra batté 60-3 l'Uruguay davanti a 50778 spettatori, affluenza giudicata notevole per un incontro ininfluente ai fini della classifica e stante la concomitanza, nel concittadino Old Trafford, della finale del campionato di rugby a 13 tra Leeds Rhinos e Wigan Warriors che calamitò più di 73000 spettatori.
Nel 2018 il Manchester City avviò un sondaggio tra i propri tifosi circa la disponibilità a sottoscrivere volontariamente un abbonamento annuale a prezzo maggiorato (fino a 580 £) al fine di finanziare un eventuale ampliamento della North Stand e adeguamento alla stessa capienza della sua dirimpettaia, onde portare la capacità totale dello stadio a 63000 posti.
I successivi eventi, tra cui principalmente la pandemia di COVID-19, hanno tuttavia messo in secondo piano la pratica realizzazione di tale progetto.
Il piano di rinnovamento proposto da Populous, del costo totale di circa 300 milioni di sterline, fu alfine approvato nel 2023.
Esso prevede la costruzione di un nuovo albergo, una piazza coperta per 3000 persone, un museo e un punto di merchandising oltre all'ampliamento della capacità a 61474 posti a sedere tramite la creazione di circa 7900 nuovi posti nella North Stand.

## Caratteristiche

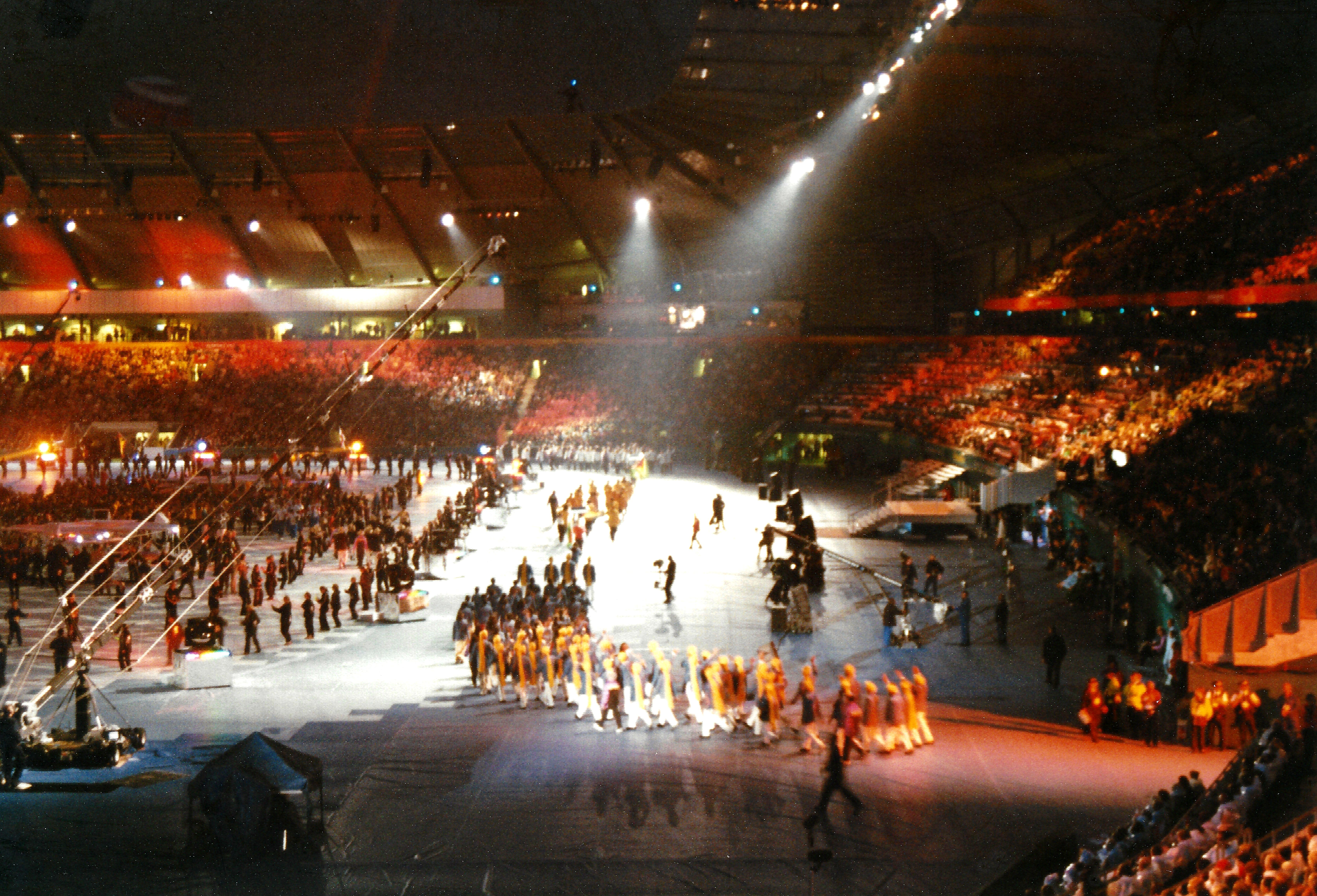
La cerimonia d'apertura dei Giochi del Commonwealth 2002

Lo stadio, di forma ovale, presenta tre gradinate in ogni ordine di posto tranne che nella citata North Stand.
Intorno al perimetro della struttura si trovano otto torri cilindriche aventi funzione sia di base per il tetto che di rampa d'accesso ai vari ordini di posto; alla sommità di ciascuna di tali torri sono erette in totale otto antenne alla cui estremità superiore è ancorato un reticolo di funi d'acciaio che sorreggono il tetto.
Ogni antenna è, a propria volta, ancorata al terreno da una ulteriore coppia di funi d'acciaio.
Il tetto si basa su un'intelaiatura toroidale con diametro di 280 m; la sezione del toro è di 2,7 m.
Gli arcarecci del tetto sono disposti a circa 4 m di distanza, e la copertura è realizzata in pannelli cavi d'alluminio spessi 150 mm i cui bordi poggiano sulle flange dei citati arcarecci.
Lo spazio vuoto nei pannelli funge sia da isolatore acustico che da cavedio per il passaggio dei conduttori elettrici a servizio degli impianti acustici e di illuminazione.
Particolare attenzione è stata riservata, inoltre, alla ventilazione del piano di gioco.
Consci del fatto che uno dei maggiori problemi di una struttura coperta consista nel gestire l'esigenza sia di favorire il passaggio d'aria all'interno di essa che di evitare i controeffetti a ciò connessi ‒ ovvero eccessiva ventosità da un lato e ristagno d'aria dall'altro ‒ i progettisti installarono prese d'aria regolabili sia alla sommità della copertura che in prossimità degli ingressi d'angolo al piano terreno in maniera tale da avere un ricambio costante del volume d'aria sotto la copertura.
In aggiunta a ciò, un ulteriore sistema di ventilazione è installato parallelamente all'impianto di drenaggio del terreno, con sensori a indicare la necessità o meno di pompare o aspirare aria per umidificare o asciugare l'erba; tale impianto può mandare aria direttamente alle radici dell'erba onde regolare la velocità di crescita del prato.
Lo stesso prato è realizzato con la tecnologia GrassMaster, che consiste nel seminare erba naturale su un terreno nel quale a spazi regolari sono inserite fibre sintetiche che svolgono funzione di rinforzo e sostegno dei filamenti nonché di ancoraggio del terreno allo strato in sabbia sottostante.
Un altro problema da affrontare fu la folla agli ingressi, il che comportò l'adozione di un nuovo tipo di varchi mobili, non più azionati dall'inserimento del biglietto cartaceo ma tramite l'esposizione di una smart card che sblocca il tornello quando si trova in prossimità di esso e lo fa ruotare di 120º per permettere, a ogni giro completo, il passaggio di tre persone senza rallentamenti.
Nel 2004 la West Stand, la tribuna principale dell'impianto, fu rinominata Colin Bell Stand in omaggio a Colin Bell (1946-2021), uno dei più rappresentativi giocatori del Manchester City.

## Usi alternativi al calcio

### Usi sportivi
A parte la citata Coppa del Mondo 2015, massima rassegna internazionale del rugby a 15, anche nella disciplina a 13 lo stadio ha ospitato diversi appuntamenti di club; a livello internazionale, tuttavia, ne ha accolto al 2021 uno solo, quello del Tri Nations 2004 tra Gran Bretagna e Australia, vinto 12-8 da questi ultimi.
Il 24 maggio 2008 fu teatro di un incontro di pugilato tra l'indigeno Ricky Hatton, nativo di Stockport, e lo statunitense d'origine messicana Juan Lazcano per la corona mondiale superleggeri dell'IBO; Hatton vinse ai punti davanti a 56337 spettatori, record britannico d'affluenza nel dopoguerra per una riunione pugilistica.

### Altri usi

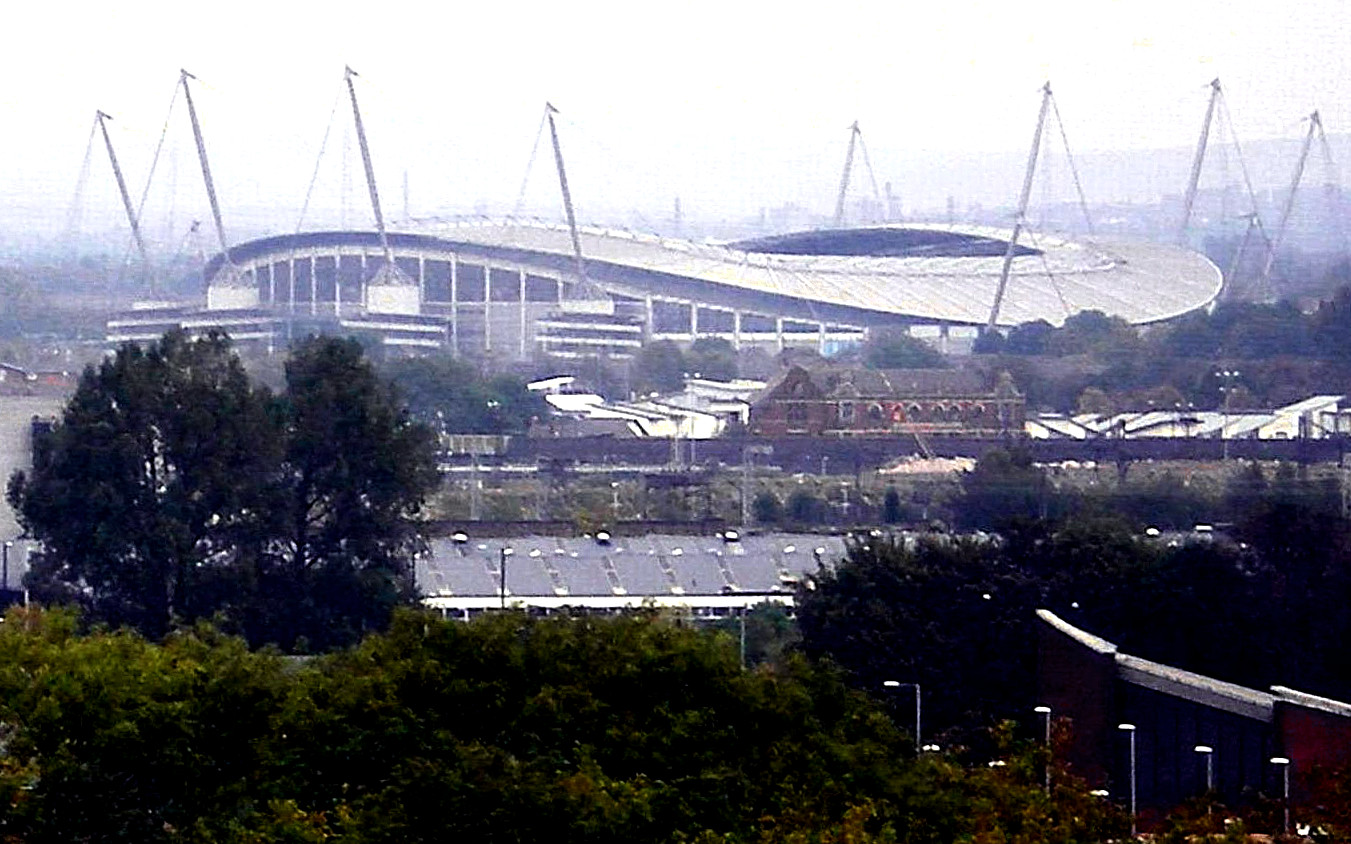
Vista esterna dello stadio

Nei suoi primi anni d'attività, essendo uno degli stadi più capienti della regione (~60000 spettatori all'epoca), il City of Manchester fu anche sede di concerti di numerosi artisti di rilievo.
Il primo concerto, tenutosi il 18 giugno 2004, vide sul palco gli statunitensi Red Hot Chili Peppers accompagnati da un interprete d'eccezione, il cantante soul James Brown.
Nell'estate 2005 furono ivi di scena dapprima gli U2, il 14 e 15 giugno, nell'ambito del loro Vertigo Tour; a seguire, due settimane più tardi, il gruppo di casa degli Oasis, offrì al pubblico tre serate nel corso del Don't Believe the Truth Tour.
Una di esse, quella del 2 luglio, era in concomitanza con il concerto londinese del Live 8, evento musicale di beneficenza organizzato da Bob Geldof e Midge Ure.
Il video del citato concerto fu incluso in Lord Don't Slow Me Down, docufilm pubblicato nel 2007 dal gruppo.
Benché gli Oasis figurassero tra gli invitati al Live 8, i suoi fondatori, i fratelli Gallagher, declinarono l'invito perché il calendario del loro tour era già ufficializzato: a tale proposito Noel Gallagher sostenne che, avendo potuto, avrebbe preso parte a tale evento, aggiungendo tuttavia di non gradire l'imperativo morale a parteciparvi rivolto a tutti gli artisti di vaglia del Regno Unito.
Per circa un triennio il club pose il veto a ulteriori concerti, dopo che nel 2008 fu costretto a spostare la sede di un preliminare di Coppa UEFA a Barnsley a causa del campo non agibile per tempo a seguito di un'esibizione dei Bon Jovi; con la sostituzione del tappeto erboso il fondo di gioco fu capace di sopportare lo stress meccanico di migliaia di spettatori, e i concerti ripresero a ritmo annuale; al 2022 il più recente è quello di Liam Gallagher, esibizione inaugurale del suo C'mon You Know Tour tenutasi il 1º giugno di tale anno.

## Incontri internazionali di rilievo

### Calcio
| Arbitro: | Gyöngyi Gaal |

|                                           |           |                          |
| Valkonen 18’ (aut.) Barr 40’ Carney 90+1’ | Marcatori | 56’ Rantanen 88’ Kalmari |

### Rugby a 13
| Arbitro: | Glen Black |

|                |    |                  |
| Carney Gleeson | mt | Rooney (2) Mason |

### Rugby a 15
| Arbitro: | Chris Pollock |

|                                                                                  |      |             |
| Watson 7’, 42’ Easter 18’, 23’, 60’ Slade 54’ Nowell 57’, 70’, 74’ tecnica 80+2’ | mt   |             |
| O. Farrell 7’, 18’, 23’, 57’ Ford 80+2’                                          | tr   |             |
|                                                                                  | c.p. | 2’ Berchesi |